# Nhà chung cư Orsetti
Nhà chung cư Orsetti (tiếng Ba Lan: Kamienica Orsettich) là một bảo tàng tọa lạc tại số 4 Quảng trường chợ, Jarosław, huyện Jarosławski, tỉnh Podkarpackie, Ba Lan. Tòa nhà là một trong những di tích của kiến trúc giai cấp tư sản ở Jarosław.
Ban đầu, Nhà chung cư Orsetti thuộc sở hữu của Jan Raczkowski, một thương gia quê ở Jarosław. Vào các năm 1585 và 1633, tòa nhà lần lượt được Stanisław Smiszowic và Wilhelm Orsetti mua lại. Nhà chung cư Orsetti trở thành tài sản của nhà điêu khắc Tomasz Hutter vào nửa đầu thế kỷ 18. Từ năm 1945, địa điểm này trở thành trụ sở của một viện bảo tàng với các cuộc triển lãm liên quan đến lịch sử của thị trấn và văn hóa của tầng lớp trung lưu.
Nhà chung cư Orsetti hiện có một phòng lớn, các cửa hàng quần áo ở tầng hầm và hai cửa hàng dưới lòng đất. Năm 1646, tòa nhà được bổ sung thêm mái vòm, một tầng lầu và một gác xép có mái che.

## Giám đốc của Bảo tàng
- Jan Harlender (1925-1939)
- Kazimierz Gottfried (1939-1969)
- Leszek Smoczkiewicz (1969-1973)
- Łucja Franciszka Turczak (1973-1986)
- Krystyna Kieferling (1986-1990)
- Joanna Kociuba (1990-2001)
- Paweł Kozioł (2001-2002)
- Jarosław Orłowski (từ năm 2002)

## Triển lãm

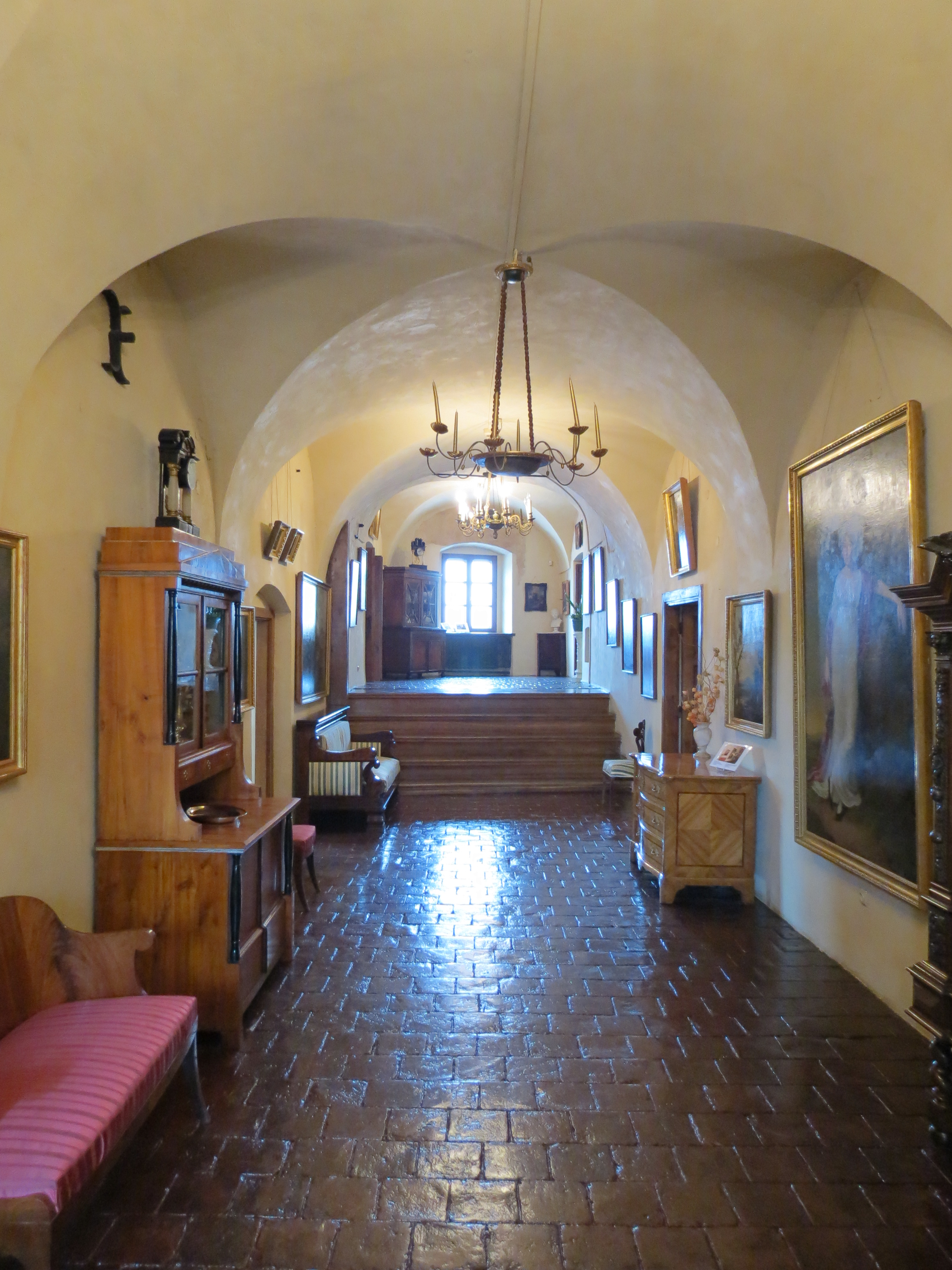
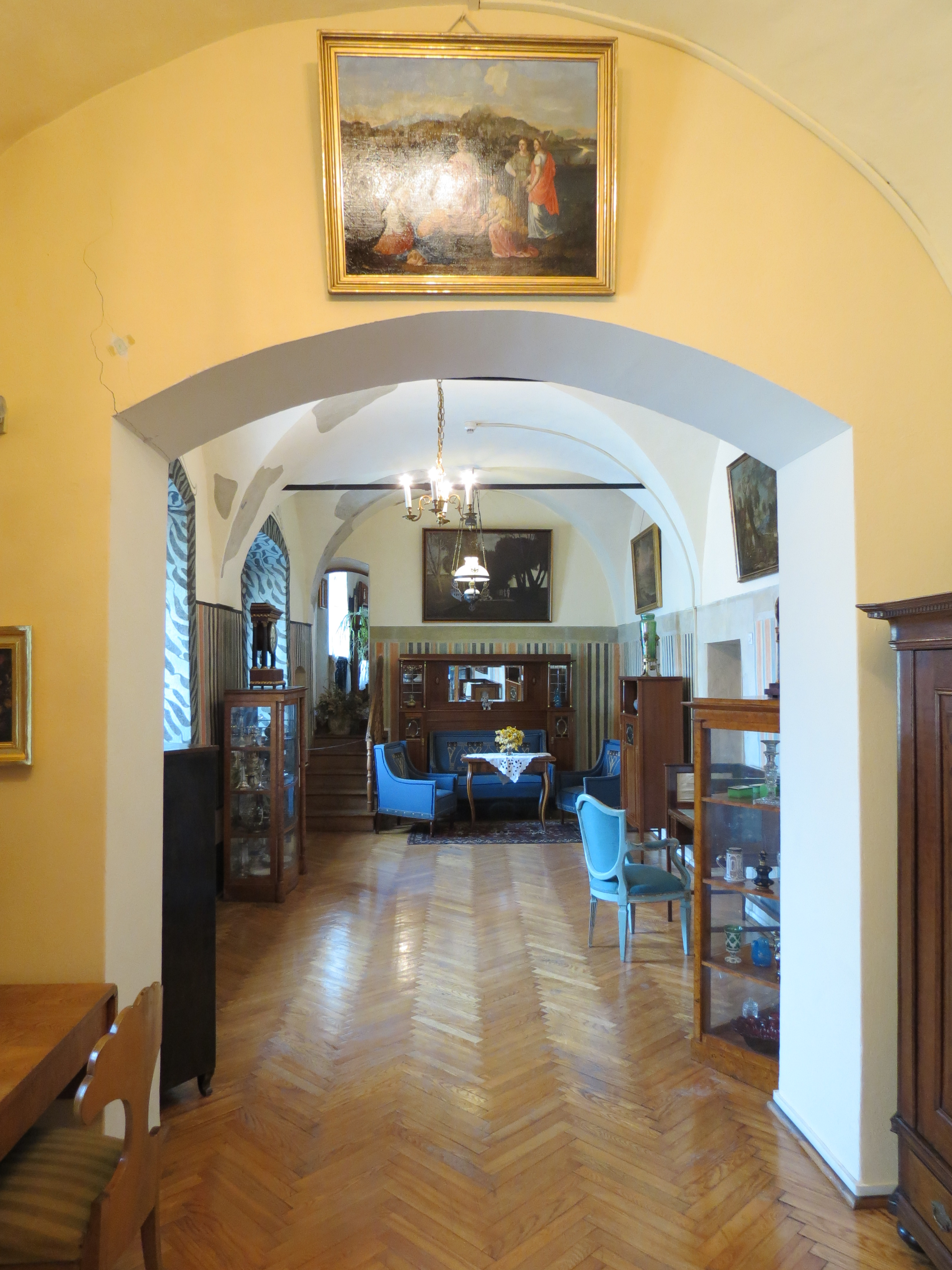
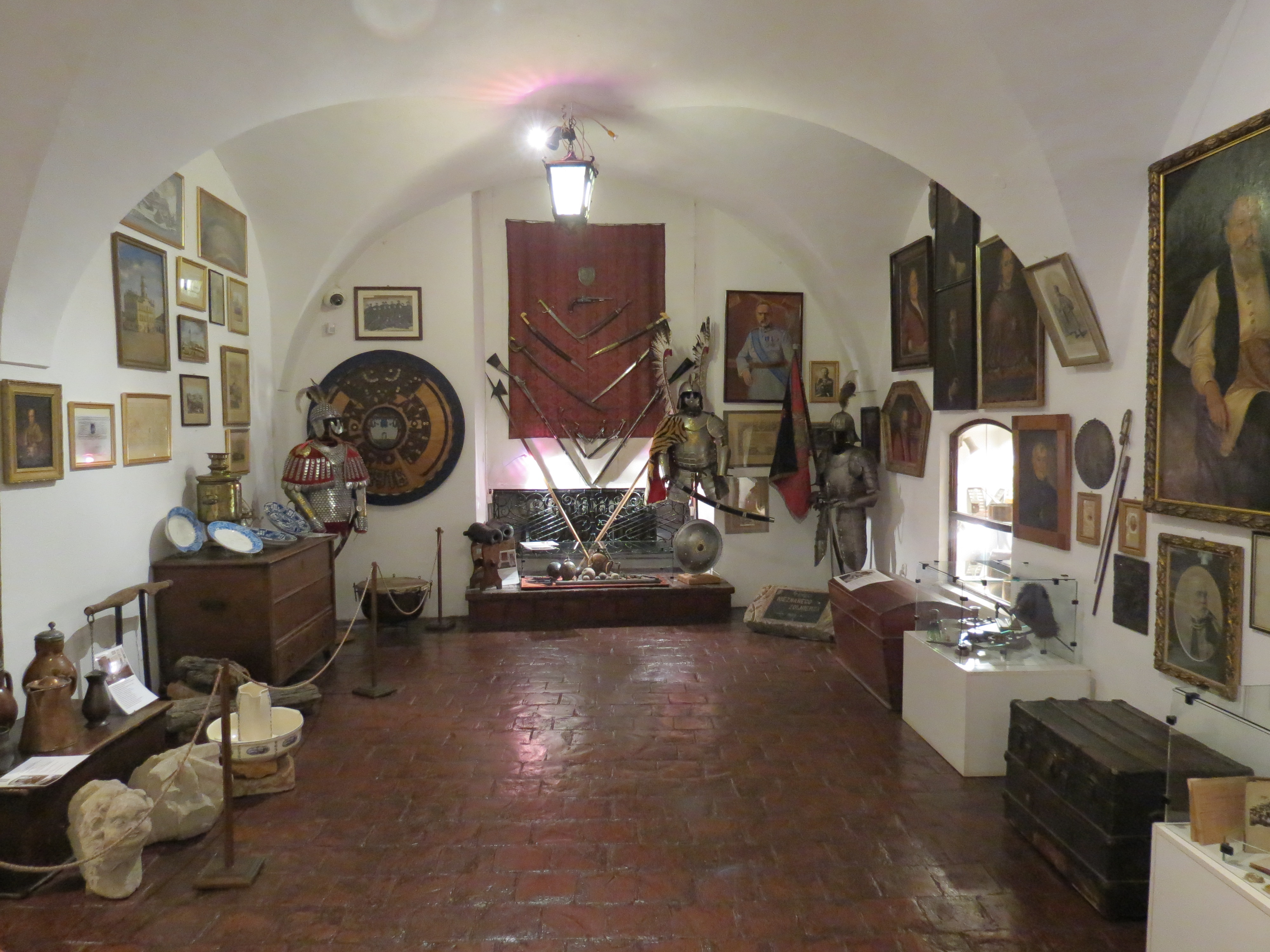